# Acanthopagrus berda
Acanthopagrus berda is een straalvinnige vissensoort uit de familie van zeebrasems (Sparidae). De wetenschappelijke naam van de soort is voor het eerst geldig gepubliceerd in 1775 door Forsskål.
De diersoort komt voor in Zimbabwe.